# Pitru
Pitru – starożytne miasto w północno-zachodniej Mezopotamii, ulokowane nad ważnym strategicznie brodem przez Eufrat, niedaleko innego starożytnego miasta Til Barsip (wsp. Tall al-Ahmar). Obecnie stanowisko archeologiczne 'Awšar w Syrii, w pobliżu zbiegu rzeki Sajur z Eufratem.
Miasto to założył ok. 1100 r. p.n.e. asyryjski król Tiglat-Pileser I (1114–1076 p.n.e.), ale już za panowania Aszur-rabi II (1012–972 p.n.e.) kontrolę nad nim oraz nad leżącym po przeciwnej stronie Eufratu miastem Mutkinu przejęli Aramejczycy. W ich posiadaniu Pitru pozostawało przez następne 150 lat, stając się jednym z miast aramejskiego królestwa Bit-Adini. W 856 r. p.n.e. rządzone przez króla Ahuniego Bit-Adini najechał asyryjski król Salmanasar III (858–824 p.n.e.), który zdobył wiele należących do tego królestwa miast, w tym Pitru. Po przejęciu kontroli nad Pitru Salmanasar III zmienił jego nazwę na Ana-Aszur-uter-asbat (akad. Ana-Aššur-uṭer-aṣbat, tłum. „Zdobyłem i oszczędziłem dla boga Aszura”) i zasiedlił je asyryjskimi osadnikami, włączając jednocześnie to miasto do nowo utworzonej prowincji naczelnego dowódcy wojsk. W 853 r. p.n.e. Salmanasar III obrał Ana-Aszur-uter-asbat za swą siedzibę przed wyruszeniem na kolejną wyprawę wojenną na zachód. Przebywając w tym mieście otrzymał on trybut od władców królestw leżących po „przeciwnej” (tj. zachodniej) stronie Eufratu. Za rządów Adad-nirari III (810–783 p.n.e.) Ana-Aszur-uter-asbat znalazło się wśród krain i miast, które król ten oddał w zarządzanie Nergal-eriszowi, gubernatorowi prowincji Rasappa.